# Santiago José García Mazo
Santiago José García Mazo (Bohoyo, 7 de septiembre de 1768-Valladolid, 9 de julio de 1849) fue un escritor religioso, sacerdote, pedagogo y retórico español.
Fue magistral de la Catedral de Valladolid. Fue conocido sobre todo como predicador, aunque escribió un famoso Catecismo explicado de la Doctrina cristiana que hace la exégesis de los famosos catecismos de Astete y Jerónimo Martínez de Ripalda; el gobierno de la Restauración señaló esta obra para la enseñanza de la doctrina cristiana. También escribió un compendio de historia de la religión. Estas obras se publicaron póstumas pero fueron muy reimpresas. Su biografía fue escrita por Domingo Díaz de Robles.

## Obras
- Sermones predicados... y un preámbulo de apuntes de retórica, 1847.
- Historia para leer el cristiano desde la niñez hasta la vejez, ó sea, Compendio de la historia de la religión sacado de los libros santos, 1843.
- El catecismo de la doctrina cristiana explicado..., Valladolid, 1837, muy reimpreso.
- Diario de la piedad o Breve reglamento espiritual.